# Hermandad de los Mutilados (Huelva)
La Hermandad de los Mutilados de Huelva, cuyo nombre oficial es Real e Ilustre Hermandad Sacramental y Cofradía de Nazarenos del Santísimo Cristo de la Victoria, Nuestra Señora de la Paz y San Rafael Arcángel, es una hermandad de culto y cofradía de penitencia de la Semana Santa de Huelva. Tiene su sede en la Parroquia de San Sebastián y fue fundada el 23 de marzo de 1943 por miembros de la Hermandad de Caballeros Mutilados y Excombatientes de la Guerra Civil española.  

## Historia
La Real e Ilustre Hermandad Sacramental y Cofradía de Nazarenos del Santísimo Cristo de la Victoria, Nuestra Señora de la Paz y San Rafael Arcángel fue fundada el 23 de marzo de 1943 por miembros de la Hermandad de Caballeros Mutilados y Excombatientes de la guerra civil española, destacando entre sus hermanos fundadores a Juan Caballero Lama, Gregorio Requejo González y Juan Cerisola Rojas. Sin duda no fueron ajenos a estas gestiones los Padres Vergara Cordón, entonces Superior de la Compañía de Jesús en Huelva; y el también jesuita José Mª. Gutiérrez Silva, dado el interés de la Compañía en acoger a la nueva Hermandad en el antiguo Convento de San Francisco.
El ambiente sociopolítico de la época y el carácter militar de la nueva hermandad, permitió un rápido crecimiento en los primeros años de existencia. Los fundamentos en los que se inspiraban los fundadores ponen de manifiesto la realidad ideológica y el trato de favor que recibe la hermandad, pues en escasos días recibieron las necesarias y pertinentes autorizaciones del Vicario General de la archidiócesis de Sevilla. De esta manera, hace su primera salida procesional en la jornada del Domingo de Ramos de 1943 con una imagen primitiva de Nuestra Señora de la Paz, obra del artista Federico López Pereira, natural de Cartaya (Huelva). Esta primera salida procesional se caracterizó por la presencia de hermanos que desfilaban con vistosos uniformes militares henchidos de condecoraciones, a los que acompañaban numerosos nazarenos que vestían una túnica blanca, cinturón de esparto y capirote negro con el escudo de la Hermandad, compuesto por la cruz y el casco reglamentario del Ejército español rodado por hojas de laurel. Delante de la Cruz de Guía abría marcha la Guardia Municipal a caballo, mientras que detrás de la dolorosa desfilaba una Compañía de Infantería con la Banda de Música del Regimiento Granada n.º 34 de guarnición en la ciudad. En 1952 se adoptó el acuerdo unánime de donar dicha imagen dolorosa a la Hermandad del Santo Cristo del Mar de Punta Umbría (Huelva).
El carácter militar que acompaña y preside su fundación, dada además la condición de sus fundadores, se manifiesta en el ofrecimiento que se hace desde sus primeros momentos, de los títulos de Hermano Mayor Honorario y Predilecto al Jefe del Estado Español, así como Hermanos Mayores Honorarios el capitán general de la Región, el gobernador militar de la plaza y el gobernador civil de Huelva.
No obstante, su instauración canónica no tuvo lugar hasta el 1 de febrero de 1944, haciéndolo en la Iglesia de San Francisco de la Compañía de Jesús y pasando de inmediato a formar parte de la Congregación de Caballeros de San Ignacio de Loyola. En este mismo año de su instauración canónica posesiona la nueva imagen de Nuestra Señora de la Paz, obra del ayamontino Antonio León Ortega. Dicha salida procesional se realiza sobre un paso procesional de caoba tallada realizado por J. Delgado en Bollullos par del Condado (Huelva), luciendo la imagen un manto procesional propiedad de la Hermandad de la Macarena de Sevilla.
En 1945 se adquiere la talla del Santísimo Cristo de la Victoria, obra del imaginero ayamontino Antonio León Ortega, represando el instante en que Cristo es despojado de sus vestiduras momentos antes de ser crucificado. El Domingo de Ramos de ese mismo año la imagen procesiona sobre un paso del patrón San Sebastián, cedido por la corporación municipal.
En noviembre de 1946 se encarga el nuevo paso procesional del Santísimo Cristo de la Victoria al tallista Miguel Llacer. El paso procesional, que se estrena en la Semana Santa de 1948, es de estilo churrigueresco y en las esquinas lleva cartelas realizadas por los artistas Pedro Gómez y Antonio Blunt plasmando diversos momentos de la Pasión. La madera del paso se adquirió en los talleres de González Barba y el dorado lo llevaron a cabo F. Lobato y A. Barreda. Del enorme potencial que tenía la Hermandad en estos inicios es prueba evidente que al siguiente año se decide encargar para el paso de la dolorosa unos respiraderos de metal plateado realizados por el orfebre sevillano Eduardo Seco Imberg. En el contrato se establece que los respiraderos llevarán imágenes de la Virgen del Pilar y la del Rocío en los laterales y de la Purísima Concepción en el frontal. Estos respiraderos, que siguen usándose en la actualidad, fueron restaurados en 1990 por el orfebre sevillano Antonio Santos. 
Para completar el palio de Nuestra Señora de la Paz, la hermandad encargó a las MM. de San Vicente de Paúl la confección de un manto, bambalinas y faldones, todo ello en terciopelo blanco, confeccionándose en el Obrador de San Sebastián con motivos de castillos y leones, teniendo lugar su estreno en la Semana Santa de 1949. Ese mismo año se reforma los Estatutos y se añade como cotitular a San Rafael Arcángel.  
Entre los encargos y estrenos de estos años se encuentra también la Cruz de Guía, que fue dorada por Barreda y que tradicionalmente se ha venido afirmando que fue realizada por el escultor Antonio León Ortega; pero, lo cierto es que fue obra del tallista Miguel Llacer. Quizás la errónea creencia respecto a la autoría de la cruz, provenga del hecho de haber sido León Ortega quien la restauró en 1973 por estar resquebrajada y desconchado el dorado